# NK Maribor
O Nogometni Klub Maribor, mais conhecido por apenas NK Maribor, é um clube de futebol esloveno da cidade de Maribor. É um dos mais bem-sucedidos clubes eslovenos, com 14 títulos nacionais, 9 copas eslovenas e 4 supercopas, além de ser um dos únicos clubes que participaram de todas as edições do Campeonato Esloveno de Futebol, juntamente com ND Gorica e Nogometni Klub Celje.
Seu slogan atual é En klub, ena čast (em esloveno, "Um clube, uma honra")

## História
O NK Maribor foi fundado em 12 de dezembro de 1960. Seu primeiro presidente foi Koren Srečko e o primeiro treinador foi Oto Blaznik. O Maribor disputou sua primeira partida no ano seguinte, e derrotou o NK Kovilnar, também da cidade de Maribor, por 2 a 1. Stefan Tolič fez os dois gols da equipe violeta. Entre 1967 e 1972, o Maribor disputou a Liga Iugoslava por 5 temporadas, já que a Eslovênia ainda não era um país independente. A partir de 1973, passou a disputar ligas menores da Iugoslávia, sem conseguir voltar à primeira divisão. Em 1991, quando a Eslovênia se tornou um país independente, o Maribor entrou na recém criada Liga Eslovena, junto com o NK Olimpija Ljubljana, um de seus maiores rivais. Seu melhor período foi de 1996 a 2004, quando venceu 7 campeonatos eslovenos, além de conseguir a proeza de ser o único clube esloveno a chegar na fase de grupos da Liga dos Campeões da UEFA, feito que atingiu na temporada 1999-2000. Desde então, se firmou como um dos maiores clubes eslovenos, além de contribuir com vários atletas para a Seleção Eslovena de Futebol.
Na temporada 2014-15 o clube conquistou pela segunda vez a vaga na Fase de Grupos da Champions League. Após passa por Zrinjski Mostar (Segunda Pre-Eliminatória), Maccabi Tel Aviv FC (Terceira Pre-Eliminatória) e Celtic Football Club nos play-off. Na fase de grupos, enfrentou o Chelsea, da Inglaterra, Schalke 04, da Alemanha, e Sporting Clube de Portugal, de Portugal.

## Títulos

### Jugoslávia

#### Segunda Liga
1 (1966-67)

#### Terceira Liga
3 (1963-64, 1972-73 e 1978-79)

#### Copa da República da Eslovênia
13 (1961, 1966, 1967, 1972-73, 1973-74, 1976-77, 1978-79, 1980-81, 1982-83, 1984-85, 1985-86, 1987-88 e 1988-89)

### Eslovênia

#### Prva Liga
15 (1996-97, 1997-98, 1999-00, 2000-01, 2001-02, 2002-03, 2008-09, 2010-11, 2011-12, 2012-13, 2013-14, 2014-15, 2016-17 e 2018-19)

#### Copa da Eslovênia de Futebol
9 (1991-92, 1993-94, 1996-97, 1998-99, 2003-04, 2009-10, 2011-12, 2012-13 e 2015-16)

#### Supercopa da Eslovênia de Futebol
4 (2009, 2012, 2013 e 2014)

## Uniforme e cores
Ao longo de toda a sua história, o NK Maribor sempre foi representado pela cor roxa. No começo, alguns funcionários do clube preferiam o vermelho e branco, e o clube anterior da cidade, MSD Branik, era alvinegro. Como essas cores eram bastante difundidas entre os clubes iugoslavos, como o Estrela Vermelha e o FK Partizan, os sócios preferiram uma nova combinação, e se inspiraram nas cores da Fiorentina. Já o escudo do clube é inspirado no brasão de armas da cidade de Maribor.

## Elenco
Atualizado em 5 de maio de 2025.

### Números Aposentados
19  Stipe Balajić (Defensor - 1998 a 2005)